# Löcherleitung
Bei einem Halbleiter spricht man von Löcherleitung, wenn die elektrische Leitung vorwiegend im Valenzband stattfindet. Im Valenzband sind die meisten Elektronenzustände besetzt, und die nicht durch Elektronen besetzten Zustände werden in diesem Zusammenhang als Löcher oder als Defektelektronen bezeichnet. Dem Loch kann – ebenso wie den Elektronen – ein Ort, ein Impuls und eine effektive Masse zugeschrieben werden. Sie steht im Gegensatz zur Elektronenleitung.
Ein Loch transportiert eine positive Elementarladung, und im Falle einer p-Dotierung des Halbleitermaterials tragen die Löcher vorwiegend die elektrische Leitung.